# Karl Gutmann
Karl Sebastian Gutmann (* 20. Januar 1854 in Hochstetten, Baden; † 18. September 1931 in Breisach am Rhein) war ein deutscher Volksschuldirektor und Prähistoriker.

## Leben
Gutmann, Sohn eines Landwirts im Breisgau, trat in den elsässischen Volksschuldienst ein. Er engagierte sich im Bereich der Naturwissenschaften und war Herausgeber einer landwirtschaftlichen Wochenschrift. Nach Antritt einer Lehrerstelle in Egisheim wandte er sich der archäologischen Forschung zu, die er dann auch nach einer Versetzung in Mülhausen im Sundgau fortsetzte. Seine Forschungen deckten dabei die Perioden vom Neolithikum bis zum frühen Mittelalter ab.
Im Jahr 1909 gab er den Schuldienst auf und promovierte 1913 an der Universität Straßburg mit einer Arbeit über Die hellenistisch-römischen Reliefbilder. Nach dem Ersten Weltkrieg wurde er Bezirkspfleger der ur- und frühgeschichtlichen Denkmäler für die Bezirke Breisach und Emmendingen. In dieser Funktion grub er mehrere Gräberfelder der Merowingerzeit bei Emmendingen und  Oberrotweil aus und trug  Beobachtungen zur Landschaftsgeschichte des Oberrheintales über Einbäume bei Durmersheim und Altfluren bei Rastatt bei.

## Veröffentlichungen
- mit Charles Winkler: Leitfaden zur Erkennung der heimischen Altertümer. Saile, Colmar 1894.
- Die archäologischen Funde von Egisheim 1888–1898. In: Bulletin de la Société pour la Conservation des Monuments Historiques d'Alsace. Sér. 2, Bd. 20, Fundberichte und kleinere Notizen, 1902, ZDB-ID 215236-8, S. 1–87, doi:10.11588/diglit.24775.34
- Die Volkssagen von Breisach. Gesammelt und kritisch beleuchtet. Maier, Breisach 1924
- Die Einbäume von Durmersheim. In: Badische Fundberichte. Bd. 3, Nr. 4, 1934, ISSN 0341-0919, S. 121–132, doi:10.11588/diglit.27454.20.